# Eupithecia albimedia
Euphitecia albimedia es una especie de polilla de la familia Geometridae. La especie fue descrita por primera vez por Mironov & Galsworthy habiendo sido descrita en 2005, con distribución en el sureste de China, especialmente en las provincias de Sichuan, Yunnan. Es una polilla pequeña con una envergadura de 20 milímetros (0,8 plg). Es de color marrón amarillento con una fascia central blanquecina rodeada por una línea sinusal y una mancha discal negra.